# Ateleia chicoasensis
Ateleia chicoasensis es una especie de planta fanerógama de la familia Fabaceae. El nombre de esta especie hace referencia a la localidad tipo, ubicada en los alrededores de Chicoasén, Chiapas.

## Descripción
Árboles de 4 a 8 m de alto; corteza rugosa casi lisa, gris-verdosa. Hojas de 10 a 15 por 23 cm de largo, pecíolo de 2.5 a 3 cm, cilíndricos puverulentos o densamente pubescentes, folíolos de 7 a 11 o de 13 a 17, el folíolo terminal de 3 a 7 cm de largo por 1.6 o 3.5cm de ancho, elíptico a ovado, los folíolos color verde olivo a verde claro.
Inflorescencias estaminadas de 2 a 10 cm, racemosas y axilares, flores de 6 a 7 mm pediceladas; estambres 8 a 9 en dos series, las anteras amarillentas, dorsifijas y oblongas. Inflorescencias pistiladas, de 6.5 a 13.5 cm racemosas a veces paniculadas, axilares y multifloras; brácteas florales triangulares a deltoides. Flores de 6.5 mm pediceladas, con pétalos de 6 por 2 o 3 mm cocleados, la lámina también cocleada, con el borde liso en la mitad apical, estaminodios 8 o 10 de 2 a 4 mm;  ovario de 2.8 o 3.5 mm. Por 1.2 a 1.5 mm pubescentes en el estípite y ciliados en el margen abaxial.
Frutos de 2.5 a 3.5 por 1.5 a 2 cm incluyendo el estípite, pajizo cuando viejos, glabros en el cuerpo, pubescentes en el estípite; semillas de 7 a 5 por 3 mm, reniformes, pardo claro.

## Distribución
Se localiza en México, en la Depresión Central de Chiapas, en los alrededores de Tuxtla Gutiérrez y Chicoasén.

## Hábitat
Crece en lugares perturbados derivados de selvas baja caducifolia y en lugares más húmedos como pequeños arroyos y canales entre los 300 y los 800 m s.n.m., en suelos calizos y rocosos

## Estado de conservación
No se encuentra bajo ninguna categoría de riesgo en las normas mexicanas e internacionales (Norma Oficial Mexicana 059).